# إدراك حسي
الإدراك الحسي (باللاتينية: Perceptio) بمعنى التصور أو التجميع أو الاستلام هو تنظيم المعلومات الحسية وتحديدها وتفسيرها من أجل تمثيل وفهم المعلومات أو البيئة المقدمة.
ينطوي الإدراك الحسي على إشارات تمر عبر الجهاز العصبي، والتي تنتج بدورها عن التحفيز الفيزيائي أو الكيميائي لجهاز الإحساس. على سبيل المثال، تتضمن الرؤية إصابة الضوء لشبكية العين؛ كما تتم عملية الشم نتيجة وجود جزيئات الرائحة؛ في حين يتضمن السمع موجات ضغط . الإدراك الحسي يعتمد على الحواس : الرؤية ، والسمع ، والشم ، و اللمس ، والتذوق . تنتج منها إشارات تذهب إلى الدماغ التي تقوم بترجمتها وإدراكها ، من أجل أن يأخذ المرء التصرف المناسب.
الإدراك الحسي ليس فقط تلقيًا سلبيًا للإشارات المعالجة، بل يتشكل أيضًا بواسطة تعلم المتلقي الإدراكي الحسي وذاكرته وتوقعه وانتباهه. أما المدخلات الحسية، فهي عملية تحويل هذه المعلومات منخفضة المستوى إلى معلومات ذات مستوى أعلى (على سبيل المثال، تجسيد أشكال الأشياء المادية للتعرف عليها). تربط العملية التي تليها مفاهيم الشخص وتوقعاته (أو معرفته) مع الآليات التصالحية والانتقائية (مثل الانتباه) التي تؤثر على الإدراك.
يعتمد الإدراك الحسي على الوظائف المعقدة للجهاز العصبي، ولكن في الغالب يبدو ذاتيًا وبلا مجهود لأن هذه المعالجة تحدث خارج نطاق الإدراك الواعي.
تطور فهم علم النفس للإدراك الحسي من خلال الجمع بين مجموعة متنوعة من التقنيات منذ ظهور علم النفس التجريبي في القرن التاسع عشر. يصف علم الطبيعة النفسية العلاقات بين الصفات الجسدية للمدخلات الحسية والإدراك الحسي كميًا. يدرس علم الأعصاب الحسي الآليات العصبية الكامنة وراء الإدراك. يمكن أيضًا دراسة الأنظمة الإدراكية حسابيًا اعتمادًا على المعلومات التي تعالجها. تشمل القضايا الإدراكية الحسية في فلسفة الإدراك مدى وجود الصفات الحسية مثل الصوت أو الرائحة أو اللون في الواقع الموضوعي وليس في عقل المدرك.
أثبتت دراسة الوهم والأشكال الملتبسة أن أنظمة الإدراك الحسي في الدماغ تحاول بشكل نشط ومسبق الوعي فهم مدخلات الحواس، على الرغم من النظر إليها تقليديًا على أنها مستقبلات سلبية. ما يزال هناك جدل قائم حول المدى الذي يكون فيه الإدراك الحسي عملية فعالة لاختبار الفرضيات، بشكل مماثل للعلم، أو ما إذا كانت المعلومات الحسية الواقعية غنيةً بما يكفي لجعل هذه العملية غير ضرورية.
تمكن أجهزة الإدراك الحسية في الدماغ من رؤية العالم من حولهم على أنه مستقر، على الرغم من أن المعلومات الحسية عادة ما تكون غير مكتملة وسريعة التغير. تُعد أدمغة الإنسان والحيوان مبنية وفق نموذج معرفي، مع وجود مناطق مختلفة تعالج أنواعًا متعددة من المعلومات الحسية. تأخذ بعض هذه الوحدات شكل خرائط حسية، إذ ترسم خرائط لبعض جوانب العالم المادي عبر جزء من سطح الدماغ. تترابط هذه الوحدات المختلفة وتؤثر على بعضها البعض. على سبيل المثال، يتأثر الذوق بالرائحة بشكل واضح.
يستخدم ديلويز وغواتاري مصطلح «الإدراك الحسي» أيضًا لتحديد الإدراك بمعزل عن المدركين.

## أنواع الإدراك الحسي

### الرؤية
تُعد الرؤية الحاسة البشرية الأساسية من نواح كثيرة. يؤخذ الضوء من خلال كل عين ويُركز بطريقة مناسبة على شبكية العين حسب اتجاه المنشأ. يلتقط سطح كثيف من الخلايا الحساسة للضوء، بما في ذلك العصي والمخاريط وخلايا الشبكية العقدية الحساسة الجوهرية، معلومات حول كثافة الضوء الوارد ولونه وموضعه، ثم تُعالج طبيعة الضوء وحركته داخل الخلايا العصبية في شبكية العين قبل إرسال المعلومات إلى الدماغ. في النهاية، يُرسل نحو 15 نوعًا مختلفًا من المعلومات إلى الدماغ عبر العصب البصري.

### السمع
السمع (أو الاستماع)، هو القدرة على إدراك الصوت عن طريق تحديد الاهتزازات (أي الكشف الصوتي). تُسمى الترددات التي يمكن أن يسمعها البشر بالترددات الصوتية أو المسموعة، والتي يتراوح نطاقها عادةً بين 20 هرتز و20000 هرتز. ويُشار إلى الترددات الأعلى من الترددات الصوتية بالموجات فوق الصوتية، في حين يُشار إلى الترددات الأقل من الترددات الصوتية على أنها موجات تحت صوتية.
يشمل الجهاز السمعي الأذنين الخارجيتين، التي تجمع الموجات الصوتية وتصفيها؛ والأذنين الوسطتين، التي تحول ضغط الصوت (توفيق المعاوقة)؛ والأذنين الداخليتين التي تنتج إشارات عصبية استجابةً للصوت. تُوجه هذه الإشارات إلى القشرة السمعية الأولية داخل الفص الصدغي للدماغ البشري من خلال الممر السمعي، حيث تنتقل المعلومات السمعية إلى القشرة المخية لمزيد من المعالجة.
لا يأتي الصوت عادة من مصدر واحد: في المواقف الحقيقية، تأتي الأصوات من مصادر واتجاهات متعددة وتتراكب عند وصولها إلى الأذنين. يتضمن الاستماع مهمةً حسابيةً معقدة تتمثل في فصل مصادر جذب الانتباه وتحديدها وتقدير المسافة والاتجاه في كثير من الأحيان.

### اللمس
تُعرف عملية التعرف على الأشياء من خلال اللمس بالإدراك اللمسي، والذي ينطوي على مزيج من الإدراك الحسي الجسدي للأنماط على سطح الجلد (على سبيل المثال، الحواف، والانحناءات، والخشونة، والنعومة ، والصلابة ، والحرارة) بالإضافة إلى استيعاب الحس العميق لموضع اليد وشكل الشيء الملموس. يمكن للناس تحديد الأشياء ثلاثية الأبعاد بسرعة وبدقة عن طريق اللمس، وتتضمن هذه العملية إجراءات استكشافية، مثل تحريك الأصابع على السطح الخارجي للشيء أو الإمساك بالشيء كاملًا بواسطة اليد. يعتمد الإدراك اللمسي على القوى المُختبرة أثناء اللمس.
عرّف جيمس جاي جيبسون نظام اللمس بأنه «حساسية الفرد للعالم المجاور لجسمه باستخدام جسده». كما أكد مع مختصين آخرين على الارتباط الوثيق بين حركة الجسم والإدراك اللمسي، حيث يمثل هذا الأخير الاستكشاف الفعال.
يرتبط مفهوم الإدراك اللمسي بمفهوم الحس الفسيولوجي الموسع، الذي يبين أنه عند استخدام أداة مثل العصا، ستُنقل التجربة الإدراكية بشكل تام عبر نهاية الأداة.

### التذوق
التذوق هو القدرة على إدراك نكهة المواد، بما فيها، على سبيل المثال لا الحصر، الطعام. يستقبل البشر الأذواق عن طريق الأعضاء الحسية المركزة على السطح العلوي للسان، والتي تسمى براعم التذوق أو الكؤيسات الذوقية. يحتوي اللسان البشري ما بين 100 و150 خلية مستقبلة للأذواق في كل برعم من براعم التذوق البالغ عددها عشرة آلاف تقريبًا.
توجد، تقليديًا، أربعة أذواق أساسية: الحلاوة والمرارة والحموضة والملوحة. ولكن، يعد التعرف على الأومامي وإدراكه، والذي يعتبر الذوق الخامس الأساسي، تطور حديث نسبيًا في المطبخ الغربي. يمكن محاكاة الأذواق الأخرى عن طريق الجمع بين الأذواق الأساسية، وتساهم جميعها جزئيًا فقط في إحساس الطعام ونكهته في الفم. تشمل العوامل الأخرى الرائحة المكتشفة بواسطة الظهارة الشمية. والملمس، المكتشف بواسطة مجموعة متنوعة من المستقبلات الميكانيكية، وأعصاب العضلات، وغيرها؛ ودرجة الحرارة المكتشفة بواسطة المستقبلات الحرارية. تصنف جميع الأذواق الأساسية باعتبارها شهية أو مكروهة، اعتمادًا على ما إذا كانت الأشياء التي تشعر بها ضارة أو مفيدة.

### الشم
الشم هي عملية امتصاص الجزيئات عن طريق أعضاء حاسة الشم، التي يمتصها الإنسان عن طريق الأنف. تنتشر هذه الجزيئات في طبقة سميكة من المخاط. تتلامس مع أحد آلاف الأهداب البارزة من الخلايا العصبية الحسية؛ ثم تمتص في المستقبل (واحد من 347 مستقبل أو نحو ذلك). تمكن هذه العملية البشر من فهم كنهة الرائحة من ناحية مادية.
يعتبر الشم أيضًا حاسة تفاعلية للغاية إذ بدأ العلماء يلاحظون أن حاسة الشم تتصل مع الحواس الأخرى بطرق غير متوقعة. وتعد أيضًا أكثر الحواس بدائية، إذ يُعرف بأنها المؤشر الأول للسلامة أو الخطر، وبالتالي تعد الحاسة التي تقود أبسط مهارات نجاة الإنسان. وبالتالي، يمكن أن تكون حافزًا للسلوك البشري على مستوى اللاوعي والغريزي.

### الإدراك الاجتماعي
يعتبر الإدراك الاجتماعي جزءًا من الإدراك الذي يسمح للناس بفهم الأفراد والجماعات في عالمهم الاجتماعي. وبالتالي، يعتبر عنصرًا من عناصر الاستعراف الاجتماعي.

### إدراك الكلام
إدراك الكلام هو العملية التي يتم عن طريقها سماع اللغة المنطوقة وتفسيرها وفهمها. يسعى البحث في هذا المجال إلى فهم كيفية تعرف المستمعون على صوت الكلام (أو الصوتيات) واستخدامهم هذه المعلومات لفهم اللغة المنطوقة.
يتمكن المستمعون من إدراك الكلمات في مجموعة واسعة من الظروف، إذ يمكن أن يختلف صوت الكلمة على نطاق واسع وفقًا للكلمات المحيطة بها وإيقاع الكلام، بالإضافة إلى الخصائص الفيزيائية، واللهجة، والنبرة ومزاج المتحدث.
يمكن أن يكون لرد الصوت، الذي يشير إلى استمرار الصوت بعد إحداثه، تأثيرًا كبيرًا على الإدراك. أظهرت التجارب أن الأشخاص يعوضون تلقائيًا عن هذا التأثير عند سماع الكلام.
تبدأ عملية إدراك الكلام على مستوى الصوت ضمن الإشارة السمعية وعملية الاستماع. تقارن الإشارة السمعية الأولية بالمعلومات المرئية -حركة الشفاه بشكل أساسي- لاستخراج الإشارات الصوتية والمعلومات الصوتية. يمكن أيضًا دمج طرائق حسية أخرى في هذه المرحلة. يمكن بعد ذلك استخدام معلومات الكلام هذه العمليات اللغوية العليا، مثل التعرف على الكلمات.
لا يعتبر إدراك الكلام أحادي الاتجاه بالضرورة. فقد تتفاعل العمليات اللغوية العليا المرتبطة بالصرف و/أو التركيب و/أو الدلالات مع عمليات إدراك الكلام الأساسية للمساعدة في التعرف على أصوات الكلام. وقد لا يكون ضروريًا (ربما ليس ممكنًا) أن يتعرف المستمع على الصوتيات قبل التعرف على الوحدات الأعلى، مثل الكلمات. في إحدى التجارب، استبدل ريتشارد م. وارن صوت كلمة بصوت يشبه السعال. أعاد الأشخاص المختبرين صوت الكلام المفقود بإدراك دون أي صعوبة. بالإضافة إلى ذلك، لم يتمكنوا من تحديد الصوت الذي قوطع بدقة.
رغم من أن عبارة «I owe you (أنا مدين لك)» يمكن سماعها باعتبارها ثلاث كلمات مختلفة، لكن المخطط الطيفي لا يكشف عن حدود واضحة.

## شروط حدوث الإدراك
يشترط لحدوث الإدراك عدة عوامل أساسية:
1ـ وجود المثير.
2ـ الإحساس بالمثير: أي أن يشعر الفرد بآثار المثير وبذلك يكشف الإحساس عن وجود المثير.
3ـ التعرف على المثير ـ إدراكه ـ أي أن يكون المثير له معنى معين.
4ـ الاستجابة: وتكون استجابة الفرد من خلال خبراته الإدراكية السابقة وما مر به من تجارب فيعرف خواص المثير وما يرمز له ذلك المثير.
فمن سمع صوت جهاز الإنذار وعرف أنه دليل للخطر ، استجاب وفق خبرته بأنه خطر ، فقد يهرب أو يختبأ. أي ان تعاقب العمليات يكون:
(المثير........الإحساس..........التعرف...........اختيار الاستجابة.)
والإدراك يحتاج لذاكرة فظهور مثير قد مررنا به يسترجع معلومات قد أدركناها سابقاً..

## الإدراك الحسي والواقع
العديد من علماء النفس الاستعرافيين يصرحون أننا كبشر، عندما نتجول في العالم المحيط بنا، إنما نبني نموذجنا الخاص لكيفية سير هذا العالم. نحن نحس بعالمنا الموضوعي الحقيقي، لكن إحساساتنا يتم إسقاطها (تحويلها) إلى مدرَكات مؤقتة احتياطية provisional، كما نكوّن العديد من الفرضيات العلمية المؤقتة لحين إثباتها أو دحضها.
عندما نستقبل معلومات حسية جديدة، تتغير مدركاتنا وفقا لها. أبراهام بايز كان يؤكد دوما على هذه الطبيعة اللدنة للخيال الإنساني. في حالة الإدراك الحسي يمكن لبعض الناس أن يروا حقيقة التغير في المدرك البصري بما يمكن أن نسميه عيون عقلية. لكن الأشخاص الآخرين الذين لا يتمتعون بتفكير صوري لا يمكنهم أن يحسوا perceive حقيقةً بتغير الشكل المرافق لتغير عالمهم. أحد أمثلة هذه الحالة هي الصور الملتبسة ambiguous image التي تملك أكثر من تفسير على المستوى الإدراكي.
في هذه الحالة نملك جسما واحدا يمكن أن ينتج أكثر من مدرك واحد، بالتالي يمكن أن نجد أن جسما ما يمكن ألا ينتج أي مدرك على الإطلاق: إذا كان المدرك غير موجود أساسا ضمن خبرة الشخص، وعندئذ يمكن للشخص ألا يدركه إطلاقا.
هذه الطبيعة الملتبسة المحيرة للإدراك الحسي يمكن أن تظهر في بعض التقنيات الحيوية التي تستخدمها الأحياء في الطبيعة مثل: التقليد والتمويه.
إدراك حسي

## العوامل المؤثرة في الإدراك
تتأثر عمليه الإدراك بنوعين من العوامل:
العوامل الداخليه يتأثر إدراك الفرد بما حوله من المثيرات ومواقف وأشخاص وظواهر بعدد من العوامل الداخليه (الذاتيه)المتعلقه بالشخص ذاته حيث توجه تلك العوامل إدراك الفرد وفقا لبعض المتغيرات وهي:
- الميول والاتجاهات.
- الخبرة السابقه.
- حاجات الفرد ورغباته.[24]
- الإيحاء.
- التوقع.
- الحالة الانفعاليه والمزاجيه.[24]

العوامل الخارجيه
يتأثر إدراك الفرد لما حوله من المثيرات ومواقف وأشخاص وظواهر بعدد من العوامل الخارجيه (الموضوعية) المتعلقه بالمثيرات الخارجية، حيث توجه تلك العوامل إدارك الفرد وفقا لبعض المتغيرات .
- الحركة والتغير.
- التنظيم والترتيب.[24]
- خداع الحواس.
- التباين والتضاد.[24]

## العلاقة بين الإحساس والانتباه والإدراك
بالرغم من ارتباط العمليات المعرفيه المتمثله في الإحساس والانتباه والإدراك معا ارتباطا وثيقا وصعوبه الفصل بينهم، إذ من السهل فصلها نظريا ولكنها تعد مسأله صعبه علميا .
ورغم هذا التميز بين الإحساس والانتباه والإدراك فلا يمكن الفصل بينهم في الواقع العلمى كعمليات عقليه معرفيه مستقله عن بعضها تماما حيث تعمل تلك العمليات معا في تناغم وتآزر مستمرين في شكل حلقه متكامله حيث يؤثر كل منهم بالآخر ويتأثر به في آن واحد.